# Josef Rudolf Lewy
Josef Rudolf Lewy(-Hoffmann), född 2 april 1802 i Nancy, död 19 februari 1881 i Serkowitz vid Radebeul, var en tysk valthornist. 
Lewy var 1837–52 kammarmusiker vid hovkapellet i Dresden. Han komponerade åtskilligt för sitt instrument och sägs ha infört ventilhornet i Sverige, då han besökte detta land under sina konsertresor 1833–34 och därvid av Karl XIV Johan utnämndes till musikdirektör. 